# 阿塞拜疆版权法
阿塞拜疆版权法是阿塞拜疆一部有關版权的法律。阿塞拜疆版权法於1996年生效。该法分别在2005年、2010年和2013年进行修订。根據該法律，如果著作權的版权被侵犯，阿塞拜疆内政部将会进行强制干预。
阿塞拜疆是世界知识产权组织的190个成员国之一。

## 内容
与阿塞拜疆版权法有关的立法有:  
- 创业法[3] (1992年12月15日)；
- 文化法[4] (2012年12月21日)；
- 剧院法[來源請求]; (2006年12月26日)
- 摄影法[5] (1998年7月3日)；
- 广播法[6] (2002年6月25日)；
- 广告法[7]等; (2015年5月15日)
- 电子商务法[8] (2017年1月1日)；
- 电子签名和电子文件管理法[9] (2004年5月9日)。

## 引用
1. ↑   (PDF).   [2021-06-20]. （原始内容存档 (PDF)于2021-06-28）.
2. ↑   (PDF).   [2021-06-20]. （原始内容存档 (PDF)于2016-09-03）.
3. ↑  . cis-legislation.com.   [May 18, 2018]. （原始内容存档于2021-06-27）.
4. ↑  . wipo.int.   [May 18, 2018]. （原始内容存档于2018-05-19）.
5. ↑  . afc.az.   [May 18, 2018]. （原始内容存档于2022-01-20）.
6. ↑  . azerbaijan.az.   [May 18, 2018]. （原始内容存档于February 22, 2019）.
7. ↑   (PDF).   [2021-06-20]. （原始内容存档 (PDF)于2021-06-27）.
8. ↑  . wipo.int.   [May 18, 2018]. （原始内容存档于2018-05-18）.
9. ↑   (PDF).   [2021-06-20]. （原始内容存档 (PDF)于2021-06-24）.